# Hupalivka, Mahdalînivka
Hupalivka (în ucraineană Гупалівка) este o comună în raionul Mahdalînivka, regiunea Dnipropetrovsk, Ucraina, formată numai din satul de reședință.

## Demografie
Componența lingvistică a satului Hupalivka
     Ucraineană (93,02%)
     Rusă (5,79%)
     Alte limbi (0,07%)
Conform recensământului din 2001, majoritatea populației satului Hupalivka era vorbitoare de ucraineană (93,02%), existând în minoritate și vorbitori de rusă (5,79%).